# 基耶塞河畔阿夸内格拉
基耶塞河畔阿夸内格拉（義大利語：Acquanegra sul Chiese），是意大利曼托瓦省的一个市镇。总面积28平方公里，人口3012人，人口密度107.6人/平方公里（2009年）。国家统计（ISTAT）代码为020001。